# Филипп II (король Испании)
Фили́пп II (исп. Felipe II, 21 мая 1527 — 13 сентября 1598) — король Испании из династии Габсбургов. Сын и наследник императора Священной Римской империи Карла V (он же король Кастилии и Арагона Карл (Карлос) I), Филипп с 1554 года был королём Неаполя и Сицилии, а с 1556 года, после отречения своего отца от престола, стал королём Испании, герцогом Нидерландов и обладателем всех заморских владений Испании (см. Испанская империя). В 1580 году присоединил также Португалию и стал её королём (как Филипп I, порт. Filipe I). Самый могущественный европейский монарх своего времени.

## Детство и воспитание
Родился и вырос Филипп в Кастилии. Отец был императором Священной Римской империи и наследником габсбургских земель, а с 1516 года — также королём Испании и правил, всю жизнь неутомимо путешествуя по Европе и Северной Африке. Из политических соображений Филипп рос в Испании. Восстание комунерос, которое Карлу пришлось подавлять в начале своего правления, ясно показало королю, что в его государстве испанские интересы требовали особого внимания. Поэтому в 1526 году он взял в супруги кузину Изабеллу Португальскую и оставил родившегося в следующем году престолонаследника воспитываться в Испании. Так что Филипп, первый и единственный законный наследник испанского короля Карлоса I, германского императора Карла V, провёл детство и юность, по существу, в двух городах, Толедо и Вальядолиде.
До семи лет Филипп рос в кругу семьи с матерью и сестрой Марией. Отец приезжал в Испанию лишь ненадолго: в 1527—1529, 1534, 1537—1539 и 1541—1543 годы, остальное время государственные дела требовали его присутствия в Италии, Германии и прежде всего в Нидерландах.
Когда умерла мать, Филиппу не было и двенадцати. В безмятежной обстановке детских лет у него развилась глубокая любовь к природе. Впоследствии, на протяжении всей жизни, выезды на природу, рыбалка и охота сделались для него желанной и лучшей разрядкой после тяжёлых рабочих нагрузок. Филипп с детства отличался глубокой религиозностью. Любил также музыку и придавал большое значение тому, чтобы приобщить к ней и своих детей.
В 1535 году для семилетнего Филиппа был создан собственный двор, состоявший примерно из 50 детей испанских дворянских фамилий. Император лично выбирал учителей и воспитателей, которые, между прочим, ориентировались на написанный Эразмом Роттердамским в 1516 году трактат «Воспитание христианских принцев». Главными учителями Филиппа стали Хуан Мартинес Силесео и Кристобаль Кальвет де Эстрелья, оба — учёные с именем. Воспитателем к принцу был приставлен Хуан де Суньига, доверенный советник императора.
Под руководством наставников у Филиппа на всю жизнь развилась любовь к чтению. К моменту смерти его личная библиотека насчитывала 14 000 томов. Среди книг, которые читал Филипп II, рядом с многочисленными классическими авторами, были Эразм, Дюрер, Коперник, Мирандола и многие другие — был даже Коран. Но в этом разностороннем и основательном образовании были упущены современные иностранные языки, что, учитывая размеры державы, впоследствии явилось ощутимым недостатком. Немецким Филипп вовсе не владел, по-итальянски и по-французски мог ещё кое-как читать, но, главное, совершенно не говорил по-нидерландски. Однажды это даже привело к конфузу: в 1555 году Филипп принимал от отца Нидерланды и после первых слов вынужден был прервать свою франкоязычную речь, которую пришлось дочитать кардиналу Гранвеле.

## Приобщение к правлению и участие в нём
Тем не менее император пытался лично, посредством писем и специальных инструкций от 1539, 1543 и 1548 годов, наставить сына в вопросах управления, а также образа жизни регента. В своих письмах Карл указывал сыну на большую политическую ответственность и необходимость надежды на Бога. Он призывал Филиппа к справедливости и соразмерности во всех решениях, побуждал его защищать веру, не допускать в своё королевство еретиков и при необходимости преследовать их с помощью Инквизиции. Карл разъяснял ему политическую конъюнктуру в своём государстве и в Европе, особенно при этом настаивая, чтобы Филипп в государственных делах не попадал в зависимость от отдельных советников и сохранял суверенитет в монарших решениях.
Годы первого регентства Филиппа (1543—1548) стали для него первой и важнейшей практикой в испанской политике. С одной стороны, он действовал как ответственный регент испанских королевств. Поэтому, соблюдая испанские интересы, Филипп в 1543 году женился на дочери португальского короля Марии (она приходилась ему дважды двоюродной сестрой — и по матери и по отцу), которая, впрочем, умерла спустя два года после рождения сына Карлоса. С другой стороны, Филипп должен был внимательно следить за действиями отца в Германии, чтобы иметь возможность мобилизовать для дорогостоящей имперской политики ресурсы Испании, особенно денежные средства. Когда в 1547 году Карлу наконец удалось временно одолеть протестантов в империи, он поднялся на вершину своего могущества.
Это, а также то обстоятельство, что сын его брата Фердинанда, Максимилиан, которого прочили в императоры, симпатизировал протестантству, побудили Карла V к решению готовить Филиппа на императорский престол, в связи с чем тому было велено прибыть в Германию и Нидерланды.
Осенью 1548 года с более чем двухтысячной свитой Филипп покинул Испанию и отправился в Италию, где сделал остановки в Генуе, Милане, Мантуе и Триенте; затем, переправившись через Альпы, он посетил Мюнхен, Шпейер и Гейдельберг, затем через Люксембург достиг Брюсселя, где встретился с отцом. Тогда же, присутствуя почти год (с июля 1550 по май 1551) на Аугсбургском рейхстаге, он познакомился со своим дядей, королём Фердинандом I, с его сыном и наследником Максимилианом, а также с важнейшими князьями империи. В предшествующем году Филипп объехал Нидерланды для ознакомления со страной, которую научился ценить. Впечатления, вывезенные из Нидерландов, повлияли впоследствии на архитектуру возводимых им зданий и парков в Испании, в планировке которых он принимал самое деятельное участие. Полюбилась ему и нидерландская живопись; скоро в его коллекции было 40 картин одного только Иеронима Босха.
В 1551 году Филипп на три года вернулся в Испанию и попытался оттуда действовать предельно самостоятельно, чтобы поддержать отца против восстания германских князей, впрочем, тщетно. Карл в конце концов уступил своему брату австрийскую вотчину Габсбургов и императорство в Германии, но обеспечил своему сыну Филиппу итальянские и нидерландские владения из наследства Габсбургов. Последние он надеялся стратегически защитить от Франции путём женитьбы Филиппа в 1554 году на значительно старшей его по возрасту двоюродной тётке королеве Марии (Тюдор) Английской. С этой целью Филиппу было передано Неаполитанское королевство, и он переселился в Лондон на год, хотя официально коронован английской короной никогда не был.
Спустя год Карл передал ему Нидерланды и, наконец, в январе 1556 года — испанские королевства. В сентябре 1558 года Карл V умер в избранном им самим приюте в монастыре в Сан-Херонимо де Юсте, близ Хараиса-де-ла-Вера в Эстремадуре. В 1557 году Филипп II вместе с герцогом Савойским разбил французов под Сен-Кантеном. В войну на стороне Испании вступила и Англия, после чего французские войска взяли английский Кале. Мирные переговоры привели к победному для Испании миру в Като-Камбрези. Спустя два месяца скончалась жена Филиппа, королева Мария Тюдор. Поскольку детей в этом браке не было и наследником короны своей жены он не был, он в 1559 году вернулся в Испанию.

## Самосознание, цели и работоспособность
Он совершенно серьёзно, как и другие монархи той эпохи, считал себя ответственным перед Богом за спасение душ своих подданных. Высшая его цель, как и его отца, состояла в сохранении и приумножении владений дома Габсбургов, защите их от турок, сдерживании Реформации и борьбе с её приверженцами путём реформы католической церкви в Европе.
В противоположность Карлу V, он управлял всей своей державой, по сути, из одной постоянной резиденции; за время своего правления он только два года провёл в Португалии, после того как в 1580 году ему удалось вступить на португальский трон. В 1561 году Филипп избрал своей резиденцией Мадрид, вблизи которого по его распоряжению в период с 1563 по 1586 год был возведён Эскориал — символический центр его владычества, сочетавший в себе королевскую резиденцию, монастырь и династическую усыпальницу.
Стиль правления Филиппа был авторитарным и бюрократическим. Следуя советам отца, он следил за тем, чтобы не попасть в зависимость к отдельным советникам. Только немногих представителей высшей испанской аристократии, например, герцога Альбу, привлекал Филипп в центральные органы управления для решения внешнеполитических и военных вопросов. На грандов же он возлагал обязанности вице-королей и послов при европейских дворах, удаляя их, впрочем, от центров власти. Главными помощниками Филиппа в Испании были в основном учёные правоведы, часто духовного звания, получившие образование в ведущих университетах и коллегиумах Кастилии, в первую очередь в Саламанке и Алькала-де-Энаресе. При выборах в Советы, и в особенности при назначении ответственных чиновников, король принимал решение после тщательных консультаций и всегда лично.
Важнейшими центральными органами власти были Советы, которые развивались в Кастилии со времени Католических монархов из Королевского совета с конца XV века и усовершенствовались Карлом V. Часть Советов обладала весьма значительными функциями, например, Государственный совет был важнейшим органом, принимавшим решения по внешнеполитическим вопросам; Финансовый совет отвечал за состоянием государственных финансов; также широкими полномочиями был наделен окончательно оформившийся лишь при Филиппе Военный совет. Общегосударственную компетенцию имел прежде всего созданный  еще в 1483 году Совет Инквизиции, который стал важнейшим центральным органом монархии Филиппа.
Другие совещательные органы имели преимущественно региональную компетенцию, например Советы Кастилии, Арагона и заморских территорий. В 1555 году из Совета Арагона выделился в самостоятельный орган Совет Италии. Совет Португалии (1582) и Совет Нидерландов (1588) Филипп создавал при появлении нового круга задач и, соответственно, возникновении чрезвычайно актуальных проблем. Коллегиально организованные совещательные органы обладали административными, законодательными и судебными функциями. Это были органы власти, помогавшие королю находить решения и служившие для обмена мнениями.
Сам Филипп крайне редко принимал участие в заседаниях Советов. Как правило, совещательные органы представляли свои варианты решения письменно в форме рекомендаций. Посредником служил ответственный секретарь, также член Совета. С восьмидесятых годов таких секретарей объединили в хунту, которая превратилась в важнейший орган правления при Филиппе. Отдельные хунты, в состав которых входили представители различных ветвей власти, создавались уже в шестидесятые годы для организационного решения сложных вопросов.
Советы собирались отдельно друг от друга, даже секретари и узкий круг сотрудников часто бывали не полностью информированы, хотя первый секретарь, одновременно являвшийся связующим звеном с Государственным советом, в силу своих функций мог находиться в более выгодном положении.
Король относился к своим чиновникам подозрительно, и был заинтересован в поддержании напряжённости между ними. Ежедневно Филипп просматривал кипы документов; его заметки на полях служат тому убедительным доказательством. Из некоторых его писем явствует, что он засиживался за бумагами до глубокой ночи, покидая рабочий стол лишь тогда, когда чувствовал крайнюю усталость и изнурение. За что даже получил от современников прозвище «бумажного короля».
Процесс принятия решений во время правления Филиппа, разумеется, был длительным и тяжким; при этом надо учитывать, что потоку новостей из широко разбросанных частей империи приходилось проделывать огромный путь. Все важные решения он желал выносить лично и только после тщательной обработки всей поступившей информации.
Если кто-либо из его окружения пренебрегал своими административными и служебными обязанностями, использовал своё положение для личного обогащения, препятствовал осуществлению высших политических, династических или религиозных целей короля, то Филипп без колебаний лишал его должности и удалял от двора, подчас показательно. Так, он уволил своих секретарей Франсиско де Эрасо и Антонио Переса и отдал их под стражу. Герцог Альба время от времени терял доверие короля и своё положение при дворе из-за своей политики в Нидерландах и самоуправства. Более того, своего тогда единственного наследника, дона Карлоса, который был психически тяжело болен и попал под подозрение в сотрудничестве с нидерландскими повстанцами в 1568 году, Филипп арестовал. Вскоре после этого дон Карлос скончался, что спасло Филиппа и Испанию от назревавшего глубокого внутри- и внешнеполитического кризиса.
У современников в Испании не было никаких сомнений в том, что решительные действия Филиппа II были вызваны государственной необходимостью и защитой династических интересов. Одновременно они дали материал для запущенной их противниками политической пропаганды, которая в виде так называемой «legenda negra» прошла по всей Европе. Отзвуки её послужили основой для таких известных произведений немецкой литературы, как «Дон Карлос» Фридриха Шиллера, «Юность и зрелость короля Генриха IV» Генриха Манна, «Тонио Крёгер» Томаса Манна.

## Филипп II Испанский и испанское дворянство
На территории королевства Арагон собственные кортесы, собиравшиеся в Монсоне, представляли Арагон, Каталонию и Валенсию. Считаясь в принципе с правовым статусом штатов, Филипп, однако, как в своё время его отец, пытался сдерживать их влияние. В 1538 году Карл V признал освобождение дворянства от прямых налогов, после чего их представителей больше не приглашали на кастильские кортесы. Подобное произошло и с представительством духовенства. Поэтому когда Филипп вступил на кастильский престол, местные кортесы выступили против него только лишь в составе 36 представителей от 18 городов, а именно: Бургоса, Сории, Сеговии, Авилы, Вальядолида, Леона, Саламанки, Саморы, Торо, Толедо, Куэнки, Гвадалахары, Мадрида, Севильи, Кордовы, Хаэна, Мурсии и Гранады. В 1567 году Филиппу удалось добиться того, что представителей городов больше не связывали, так сказать, обязательные мандаты, но на заседаниях они могли принимать решения независимо, по своему усмотрению. Даже если власть кортесов нисколько не убавилась, влияние короля на них возросло. Филиппу II удалось значительно удалить высшее испанское дворянство от центров власти, высших органов управления и кортесов.
Все же повседневная жизнь преобладающего большинства почти 8-миллионного (1590) населения Испании в значительной степени определялась местными и региональными факторами и часто пребывала в помещичьей и физической зависимости от местных господ, прежде всего грандов. Впрочем, к концу правления Филиппа II эта группа высшей аристократии, сокращённая Карлом V до 25 семей, благодаря королевским привилегиям выросла. Так, Филипп возвысил друзей детства, князей Эболи, ставших позднее дельными советниками, до звания грандов, и тем самым расширил королевскую клиентелу в высшем кастильском дворянстве.
С португальскими сепаратистами он обходился чрезвычайно круто и, несмотря на все настояния местных кортесов, явно стремился к полной государственной ассимиляции всего Пиренейского полуострова. С этой же целью он казнил представителей нескольких знатнейших арагонских семейств, когда в Арагоне вспыхнули волнения по поводу бежавшего туда из Кастилии опального вельможи Антонио Переса. Арагон пользовался старинными привилегиями, благодаря которым Филипп не мог вытребовать Переса к себе обратно. «Хустисия» — главный судья, хранитель арагонских вольностей — был казнён, в Арагон введены войска; последовали репрессии против тех, кто оказался виновен в защите Переса; арагонские инквизиторы действовали в интересах короля (сам Перес успел спастись). С тех пор сан хустисии потерял прежнюю прерогативу несменяемости и попал в полную зависимость от короля; арагонским вольностям был нанесён смертельный удар. За кастильскими старыми учреждениями Филипп не оставлял и тени влияния. Так, кортесы Кастилии жаловались на непомерную алчность церкви в приобретении земельных имуществ — но Филипп не внял им; жаловались, что с населения собираются налоги, о которых они, кортесы, ничего не знают, — король продолжал такие налоги собирать.

## Население
Основная масса благородного сословия — около 10 процентов всего населения (это на порядок больше, чем в других европейских странах) — состояла из среднего дворянства и мелкопоместных идальго. Последние по своему имущественному положению зачастую ничем не отличались от крестьян, что карикатурно изобразил Мигель Сервантес в своём знаменитом романе «Дон Кихот».
В течение XVI века население в Испанском государстве без Португалии возросло при значительных региональных колебаниях приблизительно на 40 процентов: с 5,2 миллиона до приблизительно 8,1 миллиона. В преобладающем большинстве это были крестьяне, ремесленники и рыбаки. К началу столетия в растущих городах, превращающихся в политические, экономические и культурные центры страны, проживало 5 процентов, а к концу столетия около 20 процентов населения. Мадрид и Севилья превратились в процветающие метрополии; первый — благодаря пребыванию в нём двора и центральных органов власти, а вторая — благодаря монополии торговли с Америкой.

## Финансы
Карл V оставил своему сыну Филиппу долг в размере около 36 млн. дукатов и годовой дефицит в 1 млн дукатов. Этот долг привел Филиппа II к дефолту по кредитам в 1557, 1560, 1575 и 1596 годах (включая долг Польше, известный как неаполитанские суммы). Кредиторы не имели власти над королем и не могли заставить его погасить ссуды. Эти дефолты были только началом экономических проблем Испании, поскольку её короли дефолтовали ещё шесть раз в течение следующих 65 лет. Помимо сокращения государственных доходов для зарубежных экспедиций, внутренняя политика Филиппа II ещё больше обременила испанские королевства и в следующем столетии будет способствовать его упадку, как утверждают некоторые историки.
Сокращение промышленного производства, начавшееся около середины XVI в., завершилось к концу XVI — началу XVII в. глубоким упадком промышленности. Катастрофический упадок переживало сельское хозяйство, кортесы неоднократно и безуспешно просили Филиппа оградить крестьян от притеснений, чинимых судьями Месты, а также издать закон, разрешающий брать у задолжавших крестьян в залог рабочий скот и сельскохозяйственный инвентарь лишь в том случае, если крестьяне более ничего не имеют. Во второй половине XVI в. резко возросли как налоговое бремя, тяготевшее над крестьянами, так и их задолженность ростовщикам. Вздорожание сырья, сельскохозяйственных продуктов и товаров, связанное с начавшейся в 40-х годах XVI в. «революцией цен», нигде не сказалось с такой силой, как в Испании, через которую шёл главный поток дешёвых драгоценных металлов из Америки. Из-за этого изготовленные из испанской шерсти в Нидерландах ткани стоили дешевле произведённых в самой Испании. К середине XVI в. цены выросли примерно в 2 раза, а к концу столетия — в 4 раза. На рубеже XVI и XVII вв. цены стабилизировались. Дорогие испанские товары, к тому же уступавшие по качеству товарам стран с более развитой промышленностью, не могли выдержать конкуренции и теряли рынок сбыта не только в других европейских странах, но и в испанских колониях и в самой Испании
Испанские королевства подчинялись различным собраниям: кортесам в Кастилии, собранию в Наварре и по одному для трех областей Арагона, которые сохраняли традиционные права и законы с тех времен, когда они были отдельными королевствами. Это затрудняло управление Испанией и другими владениями, в то время как Франция, хотя и была разделена на региональные государства, имела единые Генеральные штаты. Отсутствие жизнеспособного верховного собрания привело к тому, что власть перешла в руки Филиппа II, особенно в качестве управляющего и окончательного арбитра в постоянном конфликте между различными властями. Чтобы справиться с трудностями, возникающими в этой ситуации, власть осуществлялась местными агентами, назначаемыми короной, и наместниками, выполняющими указания короны. Филипп II считал необходимым участвовать в деталях и председательствовал в специализированных советах по государственным делам, финансам, войне и инквизиции.
Филипп II натравливал группы друг на друга, что привело к созданию системы сдержек и противовесов, которая неэффективно управляла делами, даже до такой степени, что наносила ущерб государственному бизнесу, как в деле Антонио Переса. После пожара в Вальядолиде в 1561 году он сопротивлялся призывам переместить свой двор в Лиссабон, что могло бы обуздать централизацию и бюрократию внутри страны, а также ослабить правление всей империей. Вместо этого, поскольку традиционная королевская резиденция и резиденция первенства в Толедо теперь практически устарели, он перенес свой двор в кастильскую цитадель Мадрид. За исключением короткого периода правления Филиппа III Испанского, Мадрид оставался столицей Испании. Примерно в это же время Филипп II превратил королевский Алькасар в Мадриде в королевский дворец; строительные работы длились с 1561 по 1598 год и финансировались приехавшими из Нидерландов, Италии и Франции торговцами.
Король Филипп II правил в критический поворотный момент европейской истории к современности, в то время как его отец Карл V был вынужден странствовать по своим владениям как средневековый король. Он в основном руководил государственными делами, даже когда не при дворе; когда его здоровье начало ухудшаться, он работал в своих покоях во дворце-монастыре-пантеоне Эль-Эскориал, который он построил в 1584 году, дворце, построенном как памятник роли Испании как центра христианского мира. Но Филипп не пользовался верховенством, которое король Франции Людовик XIV будет иметь в следующем столетии, и такое правление не обязательно было возможно в его время. Неэффективность испанского государства и ограничительно регулируемая промышленность при его правлении были характерны для многих современных стран. Кроме того, выселение морисков из Гранады под предлогом их возможной поддержки мусульманского вторжения, имело серьёзные негативные последствия для экономики, особенно в этом регионе.
Доходы короны удвоились вскоре после прихода Филиппа к власти и в конце его правления были в четыре раза выше, чем когда он начал царствовать, но и налоговая нагрузка на кастильцев выросла почти в четыре раза. Немалую часть дохода королевской казне приносили 20%-е пошлины с ввозимого каждый год из Америки серебра и других товаров, однако массовый ввоз драгметаллов стал одной из причин их обесценивания и инфляции — революции цен. Чтобы оборонять огромную плохо связанную империю и финансировать постоянные войны (с Турцией и африканскими мусульманскими пиратами, Англией, врагами католичества во Франции, нидерландскими мятежниками, противниками Габсбургов в Германии), содержание армии и флота, королю пришлось неоднократно поднимать налоги — больше всего в Кастилии, так как серьёзно затронуть автономию Арагона кастильцы опасались, а налоги, собираемые в Португалии, Нидерландах и в итальянских владениях короля, по традиции тоже тратились большей частью на местные нужды.

## Церковь
Папа Павел IV пытался, как и его предшественники, положить конец господству испанцев в Италии, призвав туда французов в 1556 году. Он даже отлучил от церкви императора Карла V и Филиппа, однако когда испанские войска вошли в Рим в 1557 году, был вынужден примириться с ними. Так военно-политическое могущество дало королю возможность господствовать над церковью в Испании и противодействовать интересам папы. Король присвоил себе право выдвигать кандидатов на епископство и тем самым оказывать существенное влияние на церковь, нередко конфликтуя на этой почве с папами. Он настоял на праве испанских судов не апеллировать к папе по церковным делам и на полной независимости от папы испанской инквизиции. Филипп реформировал испанскую структуру церковных епархий, разделив Кастилию на 5 архиепископств и 30 епископств, а Арагон соответственно — на 3 архиепископства и 15 епископств. В незатронутой Реформацией Испании, вызвавшейся распространить христианство в Новом Свете, а также укрепить католическую реформу и Контрреформацию в Европе, духовенство, поддерживаемое королём Филиппом, излучало мощные импульсы к созданию мировой католической церкви.
Испанские богословы очень активно принимали участие в Тридентском соборе 1564 года, ставшем предвестником церковного обновления. Как следствие, Филипп претворил в жизнь его решения в своём королевстве, опираясь на испанский клир, объединявший в своих рядах приблизительно 90 000 представителей белого и чёрного духовенства. Мотивируя свою имперскую политику служением Богу и церкви, королю к тому же удалось использовать финансовые ресурсы испанской церкви, требуя от неё все более крупных пожертвований.

## Инквизиция при Филиппе. Выселение мавров
Инквизиция, введённая Фердинандом и Изабеллой, усиленно преследовала формально принимавших христианство мавров и евреев, но во второй половине XVI в. переключилась на протестантов. Король воспретил испанцам поступать в заграничные учебные заведения, учредил бдительный надзор над всей иностранной литературой, украдкой проникавшей в Испанию, старался совсем отрезать «еретической чуме» доступ в свои владения. Инквизиторы стали выполнять роль цензоров, имевших полномочия запретить печатание книг, в которых они находили ересь (зачастую именно протестантскую пропаганду). С протестантами инквизиция имела больше всего хлопот на севере Испании; на юге Филипп обратил преимущественное внимание на морисков.
Со времени падения Гранады (1492) и Альгамбрского эдикта мавры, чтобы избавиться от вечной угрозы изгнания, целыми толпами принимали католичество, но, наружно исполняя все церковные обряды, многие из них одновременно отправляли и мусульманский культ. Филипп решил положить этому конец путём систематических притеснений и предъявления морискам трудноисполнимых требований (вроде, например, употребления вина, запрещения женщинам закрывать лицо на улице, повеления выучиться в три года испанскому языку, устраивать все домашние празднества так, чтобы любой прохожий мог войти в дом, и т. д.). Разразилось страшное восстание, длившееся больше двух лет. После усмирения, сопровождавшегося массовыми казнями, многие мориски были проданы в рабство; другие переселены в северные провинции Испании.

## Присоединение Португалии
Другим триумфом этого более счастливого периода его правления было присоединение Португалии. В 1578 году бездетный португальский король Себастьян I погиб во время североафриканской экспедиции. Филипп, основываясь на праве законного наследования (как сын дочери португальского короля Мануэла) и на богатых подарках, которыми он оделил португальскую аристократию, считал себя вправе получить португальский престол. Среди португальцев возникла — весьма, впрочем, слабая — национальная партия, пытавшаяся оказать Филиппу вооружённое сопротивление (20 июня 1580 года королём провозгласили Антониу, настоятеля обители мальтийских рыцарей в Крату, незаконного сына инфанта Луиша, сына короля Мануэля); но испанская армия под командованием престарелого герцога Альбы почти без борьбы заняла всю страну, а спустя несколько месяцев португальские кортесы провозгласили Филиппа португальским королём под именем Филиппа I. При этом Португалия, как и другие королевства Филиппа, продолжала сохранять определённую автономию с своим собственным законодательством и налогообложением.

## Внешняя политика

### Борьба с мусульманами, Священная лига, Лепанто
1560-е годы были заняты жестокой сухопутной и морской войной (в общем успешной для Филиппа) против берберов. Филипп видел в этой борьбе не только дело государственной важности, но и вопрос, в котором заинтересовано всё христианство.
Ещё в большей степени смотрел он так на свою войну с турками. В 1571 году по инициативе папы Пия V была образована «Священная лига» из Венеции, Испании, Генуи, Савойи и ещё некоторых мелких итальянских государств. Во главе коалиции стала Испания; Филипп назначил главным адмиралом своего единокровного брата дона Хуана, который одержал над турками полную победу при Лепанто. Эта громкая победа не имела для Испании непосредственных материальных результатов, но чрезвычайно усилила престиж испанского флота в глазах Европы. С Турцией война вяло шла с перерывами до конца царствования Филиппа, однако бунт в Нидерландах заставил Испанию меньше думать об обороне своего средиземноморского побережья от турок.

### Нидерландская революция
Политическое могущество, по крайней мере судя по внешности, принадлежало Испании вплоть до разгара восстания в Нидерландах. В отличие от Кастилии, Арагона и Неаполя экономически весьма развитые Нидерланды (центр морской торговли и покупатель кастильской шерсти) не были частью испанского наследства Филиппа, и там Испания всегда воспринималась как чужая страна. Это восстание было в значительной степени делом рук Филиппа, вводившего в этой стране инквизицию, пытавшегося ограничить права местной знати и вводить испанский налог с продаж, алькабалу, которых там никогда не было. Самой своей личностью чужак Филипп был ненавистен нидерландцам; на все жалобы и моления Филипп с самого начала царствования отвечал приказами давить еретиков-протестантов без всякого снисхождения. Когда в 1565—1567 годах бунт разросся, Филипп сказал, что «даст возмездие за оскорбление Бога» и его святыни (то есть католических храмов), и отправил в Нидерланды Альбу, одного из лучших своих боевых генералов, с приказом без компромиссов подавить бунт. Из числа преемников Альбы (Луис де Рекесенс и Хуан Австрийский) ни один не заключил приемлемого для голландцев мира. Ситуация для Испании усугублялась систематической невыплатой королём жалованья своим воюющим в Нидерландах терциям (из-за скудости казны и сложностей с доставкой жалованья морем или по суше через Италию и Германию), которые взбунтовались и занялись грабежами.
В 1581 году представители восьми северных провинций в Гааге объявили Филиппа лишённым нидерландских владений (объявив поначалу свои герцогом брата короля Франции Франсуа Анжуйского). Наступление герцога Фарнезе 1582—1584 годов вернуло Испании власть над южной частью Нидерландов, наместником которой Филипп в 1598 году назначил своего зятя и племянника Альбрехта Австрийского, но протестантские северные провинции навсегда освободились от власти испанцев при помощи англичан и немцев.

### Против Англии. «Непобедимая Армада»
Ещё будучи наследником престола, в 1554 году, Филипп женился на Марии Тюдор, королеве английской; когда Мария умерла, он желал жениться на её преемнице Елизавете, но последняя искусно отклонила это сватовство.
По мере того, как росли успехи Нидерландов, Елизавета обнаруживала все больше и больше помощи к их делу. Френсис Дрейк, покровительствуемый английским правительством искатель приключений, нападал с 1585 года на берега заатлантических владений Испании, не щадя иногда и побережья Пиренейского полуострова. Наконец, когда Елизавета послала нидерландцам помощь в виде большого отряда пехоты и артиллерии, Филипп решился нанести решительный удар еретичке; казнь Марии Стюарт только ускорила его решение. В 1588 году в ответ на конфискацию всех английских кораблей и товаров в портах Испании Англия начала совершать набеги на испанские колонии в Америке, тогда Филипп II решил высадить свои войска на острове, надеясь на одновременное восстание притесняемых королевой английских католиков. Филипп послал к берегам Англии под начальством Медина-Сидонии огромный флот (130 больших военных кораблей) — «Непобедимую Армаду», которая даже не сумела забрать в Нидерландах войска для десанта и половина которой погибла от страшных бурь. Филипп принял известие об этом провале с необыкновенным наружным спокойствием, но на деле, как это было ясно для приближённых, оно весьма сильно угнетало его. Провал Непобедимой армады позволил англичанам продолжать военную поддержку мятежных голландцев и гугенотов Франции.
Мира с Елизаветой он все же не заключил, и до конца его жизни Испания подвергалась нападениям со стороны английского флота: казна Филиппа была до такой степени истощена, что выстроить оборонительный флот, который был бы одинаково силён на всех направлениях, он не мог. Англичанам удавались дерзкие высадки: например, в 1587 году они сожгли Кадис. Однако затяжная война оказалась не по карману и для Англии. Английский флот так и не смог захватить ни одного серебряного конвоя, как называли испанские караваны, следующие с серебром и колониальными товарами из Америки. В Ирландии при поддержке испанцев началось очередное (так называемое Тиронское) восстание. Испанцы со временем научились защищать колонии от «морских ястребов» королевы Елизаветы, успешно отбившись от нападений Дрейка и Хокинса в 1595 году. Мир с англичанами в 1604 году заключил только сын короля Филипп III.

### Отношения с Францией
Многолетние войны со старым врагом Францией завершились окончательными победами в Италии и в 1559 году подписанием мирного договора в Като-Камбрези, по которому Испания сохраняла свои итальянские завоевания (и тогда дочь французского короля Елизавета, по-испански Исабель, стала третьей женой вдовца Филиппа II). Отношения с Францией, мечтавшей о реванше за поражение и угрожавшей испанским Нидерландам с юга, оставались более чем натянутыми. После начала мятежа в Нидерландах французский король Карл IX строил планы масштабной помощи восставшим протестантам, пока Варфоломеевская ночь и новый виток религиозной войны не нейтрализовали Францию.
Неудачная война Испании с Англией развязала руки как восставшим Нидерландам, так и Генриху III Валуа (а потом Генриху IV Бурбону) от дипломатических происков со стороны Филиппа, издавна бывшего в дружеских сношениях с радикально католической партией Гизов. Во время борьбы Лиги с Генрихом Бурбоном он оказывал финансовую поддержку Католической Лиге. Все планы его поживиться при помощи французской католической партии за счёт Франции и даже посадить после смерти бездетного Генриха III свою дочь Исабель, его племянницу, на французский престол окончились полной неудачей. Новый мир с Францией он заключил лишь в 1598 году, за несколько месяцев до смерти, вынужденно признав Генриха IV королём Франции.

### Колониальная политика
В результате освоения Америки Испания стала одной из первых колониальных империй, серебро Чили и Мексики и другие товары из Нового света обеспечили ей рост экономики, возможность вести многочисленные войны и расцвет культуры (так называемый Золотой век).
Филипп проявлял заинтересованность в вопросах жизнедеятельности испанских колоний в Америке: ещё будучи принцем, в 1553 году он разрешил к печати фактически первую книгу о Южной Америке историка Педро де Сьеса де Леона — Хронику Перу, положившую начало изучению данного материка европейцами.
Во время его правления Испания установила контроль над Филиппинами и рядом других островов в Тихом океане (Филиппины, бывшие на протяжении 300 лет испанской колонией, были названы так в 1543 году в честь короля Филиппа II.) Изучив ветра и течения Тихого океана, испанцы установили регулярный торговый маршрут между мексиканским Акапулько и Манилой. Кроме того, как король Португалии Филипп получил и её заморские владения: Бразилию и порты в Африке и Азии. К XVII веку Испания стала контролировать империю такого масштаба, а её части были так далеко удалены друг от друга, чего не удавалось добиться никому ранее. Однако такую огромную, состоявшую из разных фрагментов империю было сложно контролировать и оборонять, и само испанское военное могущество вызывало в Европе всеобщую неприязнь.

## Конец жизни
Последние 10 лет жизни престарелый король мало двигался из-за болезни и слабости. Умер Филипп от мучительной болезни — подагры, сопровождаемой и лихорадкой; к физическим страданиям он относился со свойственной ему угрюмой стойкостью.

## Земли и титул Филиппа II
- Арагонская корона: Арагон, Каталония, Валенсия, Руссильон, Неаполь, Ломбардия, Сицилия, Сардиния, Балеарские острова
- Кастильская корона: Кастилия, Леон, Астурия, Наварра, Галисия, Андалусия, Канарские острова, Сеута
- Бургундская корона: Нидерланды, Люксембург, Артуа, Франш-Конте
- Португальская корона: Португалия, Бразилия, Индия
- Английская Корона (1554—1558): Англия, Ирландия, Уэльс
- Новый Свет: Вест-Индия, Новая Гранада, Новая Испания, Перу, Филиппины и ряд прочих земель.

В 1554 году титул Филиппа II звучал так: «Филипп, Божией милостию король Кастилии, Арагона, Наварры, Англии, Франции, Иерусалима, Обеих Сицилий и Ирландии, Хранитель Веры, Эрцгерцог Австрии, Герцог Бургундии, Милана и Брабанта, Граф Габсбургский, Фландрский и Тирольский». Титул, разумеется, неполный и неточный: Филипп унаследовал шесть королевских, семь герцогских и девять графских корон, ещё одно королевство (Португалию) он завоевал впоследствии, а королём Англии и Ирландии стал, женившись на Марии Тюдор. Титул короля Франции является номинальным, как и старинное притязание на французскую корону со стороны английских монархов со времён Столетней войны, равно как и титул короля Иерусалима, давным-давно занятого мусульманами.

## Семья

### Жёны и дети
Король был женат четыре раза (и пережил всех своих жён) — на Марии Португальской (его двоюродная сестра дважды — по отцу и по матери), на Марии, королеве английской (двоюродная сестра его отца), на Елизавете Валуа, на дочери австрийского императора Анне (его собственная родная племянница по матери и дочь его двоюродного брата по отцу).
1. Мария Португальская — (1543—1545)
  1. дон Карлос, принц Астурийский (1545—1568). Не женат. Боясь его побега за границу, Филипп заточил его в одной из отдалённых комнат дворца, где он вскоре и умер.

- Карл

1. Мария Тюдор — (1554—1558)
  1. нет
2. Изабелла (Елизавета) Валуа — (1559—1568)
  1. Сын (1560)
  2. Дочь (1564)
  3. Дочь (1564)
  4. Изабелла Клара Евгения (1566—1633). Муж — Альбрехт VII Австрийский, штатгальтер Испанских Нидерландов
  5. Каталина Микаэла (1567—1597). Муж — Карл Эммануил I, герцог Савойский.
  6. Дочь (1568)

- Изабелла Клара Евгения
- Каталина Микаэла

1. Анна Австрийская — (1570—1580). После смерти своей последней супруги прожил оставшиеся до смерти 18 лет вдовцом.
  1. Фердинанд (1571—1578)
  2. Карлос Лоренцо (1573—1575)
  3. Диего (1575—1582)
  4. Филипп III (1578—1621)
  5. Мария (1580—1583)

- Фердинанд
- Диего
- Филипп III

У Филиппа было несколько любовниц. Одна из них родила ему сына Себастьяна (1557—1578).

## Образ в искусстве
- Изображён на картине «Шахматный турнир при дворе короля Испании» Луиджи Муссини, изображающей первый международный турнир по шахматам, проведённый по инициативе Филиппа II в Мадриде в 1575 году.
- Изображён на испанской банкноте достоинством 100 песет 1925 года.
- В опере Джузеппе Верди «Дон Карлос» (1867).
- В игре Sid Meier’s Civilization VI Филипп II представляет цивилизацию Испания

### Художественная литература
- Упоминается в повести Н. Гоголя «Записки сумасшедшего».
- 1787 — «Дон Карлос» Шиллера.
- 1867 — «Легенда об Уленшпигеле» Шарля де Костера.
- 1928 — «Псы Господни» Рафаэля Сабатини.
- 1935 — «Молодые годы короля Генриха IV» Генриха Манна.
- 1935 — «Зрелые годы короля Генриха IV» Генриха Манна.
- 1980 — «Псы господни» В. С. Пикуля.

### Киновоплощения
- 1937 — «Пламя над Англией» (Великобритания); в роли — Рэймонд Мэсси.
- 1940 — «Морской ястреб» (США); в роли — Монтегю Лав.
- 1976 — «Легенда о Тиле» (СССР); в роли — Владислав Дворжецкий.
- 1980 — «Дон Карлос» (СССР); в роли — Михаил Львов.
- 1998 — «Елизавета» (Великобритания); в роли — Джордж Ясоуми.
- 2007 — «Золотой век» (Великобритания, Франция, Германия); в роли — Жорди Молья.
- 2008 — «Заговор в Эскориале» (Испания); в роли — Хуанхо Пуйкорб.
- 2015 — «Карлос. Король и император» (Испания); в роли — Марсель Боррас и Pablo Arbués.
- 2016 — сериал «Министерство времени» (Испания); в роли — Карлос Иполито. (2-й сезон, 13-я серия).
- 2022 — «Император» (Нидерланды, Чехия, Бельгия) режиссёра Ли Тамахори; в роли — Билл Скарсгард.